# 王府街道 (防城港市)
公车镇，是中华人民共和国广西壮族自治区防城港市港口区下辖的一个乡镇级行政单位。

## 行政区划
公车镇下辖以下地区：
公车村、沙港村、白沙村和王府村。